# Batalla de Schweinschädel
La batalla de Schweinschädel (en checo: Bitva u Svinišťan) tuvo lugar durante la guerra austro-prusiana entre Prusia y Austria el 29 de junio de 1866. El IV Cuerpo de Ejército del Ejército austríaco a las órdenes de Tassilo Festetics intentó detener el avance del 2.º Ejército prusiano a las órdenes del Príncipe de la Corona Federico, pero fue derrotado por el V Cuerpo de Ejército a las órdenes del General von Steinmetz y tuvo que retirarse.

## Posiciones iniciales
Los tres ejércitos prusianos marchaban sobre Bohemia desde diferentes lados y separados por el Krkonoše. Mientras que el jefe de Estado Mayor prusiano Moltke quería lograr la unificación de sus ejércitos, el comandante en jefe austríaco, Feldzeugmeister Benedek, intentó usar su supuesta ventaja en la línea interior para unirse con el Ejército sajón y derrotar al primer ejército a las órdenes de Federico Carlos por separado de los otros ejércitos. Después de la batalla de Skalitz, sin embargo, el segundo ejército había alcanzado la retaguardia del Ejército austríaco que requería un reagrupamiento fundamental por Benedek.
El 29 de junio de 1866 Benedek planificó una retirada en la dirección de Königgrätz, para asegurar esto Festetics con su IV Cuerpo de Ejército debía detener al segundo ejército. Mientras que una parte del Queenhof se suponía que se opondría al Cuerpo de Guardias prusiano, otra parte se suponía que retrasaría el avance de Steinmetz.
El V Cuerpo de Steinmetz marchó sobre Gradlitz con el propósito de unir fuerzas con el Segundo Ejército. En el camino, el V Cuerpo se encontró con el Ejército austríaco.

## Avance en Schweinschadel
El 29 de junio de 1866 patrullas de reconocimiento austríacas revelaron que los guardias todavía estaban en Praussnitz y el V Cuerpo en Skalitz. El VI Cuerpo de Ejército a las órdenes de Louis von Mutius todavía estaba por detrás en camino a Nachod, su primera brigada siendo inicialmente asignada al V Cuerpo. Steinmetz tuvo que dar un descanso a sus tropas después de marchar a través de las montañas y dos duras escaramuzas y no salió hasta aproximadamente las 2:00 p. m. A este fin, emitió las siguientes órdenes de marcha:
“El V Cuerpo de Ejército con el destacamento del Mayor General von Hoffmann continuará la marcha hoy hasta Gradlitz. La vanguardia (bajo órdenes especiales del Teniente General von Kirchbach) sale a las 2 p. m., va hacia Zlic vía la Aupa hasta Ratiboritz, de ahí vía Westec y Westernec para recorrer el ala izquierda de la cadena de puestos enemigos detrás de la sección Trebesnow-Miskoles, despejando el terreno contra Horicka en el flanco derecho y ganando la carretera Chawalkowic-Gradlitz. El cuerpo principal, la artillería de reserva y el General von Hoffmann seguirán al Teniente General von Kirchbach."

## La batalla
A partir de este avance se desarrollaron las primeras batallas de artillería con la baterías austríacas apostadas cerca de Schweinschädel. Aunque no combatía con tropas enemigas superiores, solo con el fin de retrasar, Festetics no quería abandonar su posición sin luchar, para no debilitar la moral de sus tropas, de tal modo que las baterías permanecieron en posición y dispararon sobre los prusianos formando un ataque.
La 10.ª División prusiana a las órdenes del General von Kirchbach ordenó a la 19.ª Brigada de Infantería a las órdenes del General von Tiedemann (Regimiento de Granaderos No. 6 y Regimiento de Infantería No. 46) tomar acciones contra las baterías austríacas. Festetics lanzó la brigada bajo el Coronel Poeckh (Regimientos de Infantería No. 37 y 51, y 8.º Batallón de Cazadores) contra los prusianos. La brigada austríaca a las órdenes del Archiduque Josef (regimientos de infantería No. 67 y 68, así como el 30.º Batallón de Cazadores), que no estaba en combate, tomó posición al sur de Schweinschädel entre el río Aupa y la carretera al Josefov (Jaroměř).
Los primeros ataques de los prusianos condujeron a la penetración en la población de Schweinschädel, donde infligieron considerables pérdidas a los defensores austríacos con el rápido fuego de sus retrocargas. En apoyo de los atacantes, cinco baterías prusianas fueron alzadas para apoyar el avance de la infantería. Cuando los regimientos prusianos penetraron más en el lugar, hubo una lucha en una enorme granja lechera, que era defendida por un batallón del Regimiento de Infantería No. 37 austríaco a las órdenes del Teniente Coronel Augustin Terstyánszky. Esta unidad ofreció resistencia a los prusianos por largo tiempo, pero fue casi completamente aniquilada o cayó en cautiverio.
El General von Steinmetz hizo interrumpir el ataque adicional cuando sus regimientos ya estaban sobre el lugar. Después del fin de la batalla, Festetics se retiró vía el Aupa y pudo separarse con éxito de sus perseguidores. El avance prusiano hacia Gradlitz continuó desde Schweinschädel.

## Pérdidas
Los prusianos perdieron 15 oficiales, 379 soldados y 15 caballos, de los cuales 8 oficiales y 77 soldados murieron; los austríacos, por otro lado, 39 oficiales, 1411 soldados (320 de los cuales capturados) y 90 caballos. De los prisioneros, 120 no estaban heridos. El Regimiento No. 37 tuvo las mayores pérdidas con 1026 hombres.